# شيخ أحمد ليمو
الدكتور شيخ أحمد ليمو (بالإنجليزية: Ahmed Lemu)‏ ـ (1348- 1442 هـ / 1929- 2020 م) هو رجل دين وتربوي نيجيري. حصل على جائزة الملك فيصل العالمية في خدمة الإسلام سنة 1435هـ/ 2014 م.

## اسمه
في مقابلة مع جريدة ذا دايلي ترست (بالإنجليزية: The Daily Trust)‏ في مايو 2013، أشار ليمو إلى أن «شيخ» ليس لقبًا بل هو جزء من اسمه؛ إذ سماه أبوه عند مولده «شيهو أحمدو» (Shehu Ahmadu)، أي الشيخ أحمد، نسبة إلى الشيخ أحمد التيجاني. وعندما التحق بمدرسة القوانين الشرعية في كانو سنة 1949، شرع في دراسة اللغة العربية، فاكتشف أن «ِشيخ» هو المرادف العربي لاسمه «شيهو»، فقرر أن يصحح اسمه يرده إلى أصله، فصار منذ ذلك الحين يدعى «شيخًا»، كما أضاف أحد معلميه إلى اسمه اسم بلدته «ليمو» تمييزًا له عن زميل آخر كان يدعى هو الآخر شيهو أحمدو كاتشا، نسبة إلى قريته هو الآخر.

## نشأته وتعليمه
ولد شيخ أحمد ليمو في ليمو بولاية نيجر، كبرى ولايات نيجيريا في 20 رجب 1348 هـ، الموافق 21 ديسمبر 1929، وكان أبواه «المعلم أبو بكر» والحاجة أمينة ينتميان إلى بيتين من بيوتات العلم الشرعي في نيجيريا. بدأ تعليمه في ليمو في المدرسة القرآنية سنة 1351 هـ/1932 م، ثم في المدرسة الابتدائية سنة 1358 هـ/1939، قبل أن يلتحق بالمدرسة المتوسطة (الكلية الحكومية) ليحصل على الشهادة المتوسطة سنة 1367 هـ/1948 م.
انتقل ليمو فيما بعد للدراسة في مدرسة القوانين الشرعية (مدرسة الدراسات العربية حاليًا) في ليمو، وأحرز الشهادة المتوسطة سنة 1370 هـ/1950م، ثم الشهادة العليا لمدرسي الصفوف العليا (المستوى الثاني) في اللغة العربية والدراسات الإسلامية والشريعة والتربية العامة في أواخر سنة 1372 هـ/ 1952 م.
ابتُعث ليمو في سنة 1374 هـ/1954 م للدراسة بمدرسة الدراسات الشرقية والأفريقية في جامعة لندن، وحصل على شهادة التربية العامة (المستوى المتقدم) في التاريخ واللغات العربية والهوسا والفارسية سنة 1381 هـ/1961 م، وعلى درجة البكالوريوس بمرتبة الشرف في الدراسات الشرقية والأفريقية سنة 1384 هـ/1964 م.

## حياته العملية

### عمله التربوي
عمل ليمو في مجال التعليم لأكثر من نصف قرن، فبدأ مدرسًا للغة العربية والدراسات الإسلامية واللغة الإنجليزية في المدرسة الثانوية الحكومية في بيدا (1953 ـ 1960)، ثم مدرسًا أول للغة العربية والدراسات الإسلامية والتربية ومشرفًا في مدرسة الدراسات العربية في كانو (1960)، فمديرًا للمدرسة ذاتها (1965)، قبل أن يُعين نائبًا لمدير التعليم الحكومي الثانوي ومدرّسًا للتاريخ (1965)، ثم عميدًا للكلية العربية للمعلمين في صكتو (1966)، فمفتشًا أول (1970)، ثم كبيرًا لمفتشي التعليم بإقليم شمال غربي نيجيريا (صكتو) بين عامي 1971 و1973. كما أصبح المدير الفني (1974 ـ 1975)، فمدير التخطيط التربوي (1975 ـ 1976) في الإقليم. وفي سنة 2009 عين ليمو مستشارًا لجامعة فاونتن في أوسوجو بنيجيريا.

### عمله القضائي
عمل ليمو أيضًا في السلك القضائي، حيث عين قاضيًا شرعيًا بمحكمة الاستئناف في مقاطعتي صكتو ونيجر (1976 ـ 1977)، فكبيرًا للقضاة الشرعيين بمحكمة الاستئناف بولاية نيجر (1976 ـ 1991).

## دوره السياسي
قام ليمو بدور بارز في مختلف المهمات الوطنية المتعلقة بالأمن والمصالحة والحوار في مواجهة التحديات الأمنية في شمالي نيجيريا، فكان رئيسًا للجنة الرئاسية التي شُكلت للبحث في أعمال العنف التي تلت انتخابات سنة 2011، كما كان عضوًا بلجان خبراء حكومية، من بينها لجنة فيجن 2010، التي شكلها الجنرال ساني أباتشا.
وهو عضو في مجلس الأديان النيجيري، والمجلس الرئاسي للتنمية الشبابية، ولجنة الخبراء الرئاسية للأمن الوطني، وغير ذلك.

## الجوائز والتكريم
- الدكتوراه الفخرية من كل من جامعة عثمانو دان فوديو في صكتو بنيجيريا (13 يناير 1996)،[4] وجامعة فاونتين في أوسوبو (2011)، وجامعة الهلال (2013).[2]
- الوسام الوطني النيجيري (1999 و2001)[2]
- وسام التميز من نقابة المحامين النيجيرية (2012)[2]
- وسام الاستحقاق من مجلس التنسيق الدعوي النيجيري (2013)[2]
- جائزة الملك فيصل العالمية في خدمة الإسلام (1435 هـ/2014 م).[2]

## وفاته
توفي شيخ أحمد ليمو يوم الخميس 9 جُمادى الأولى 1442هـ الموافق 24 ديسمبر 2020م.